# ضریب پنمن
ضریب پنمن برای محاسبه تبخیر از یک سطح استفاده می‌شود. رابطه توسط هاوارد پنمن و در سال ۱۹۴۸ توسعه داده شده‌است. رابطه پنمن عواملی همچون دما، سرعت باد، رطوبت نسبی و تابش خورشیدی را در محاسبه میزان تبخیر لحاظ می‌کند.
رابطه می‌تواند به شکل زیر بیان شود:
{\displaystyle E_{mass}={\frac {mR_{n}+\rho _{a}c_{p}\left(\delta e\right)g_{a}}{\lambda _{v}\left(m+\gamma \right)}}}
که:
m = شیب منحنی شدت بخار (Pa K-۱)
Rn = Net توان تابش الکترومغناطیسی برای سطح واحد (W m-۲)
ρa = وزن مخصوص هوا (kg m-۳)
cp = ظرفیت گرمایی هوا (J kg-۱ K-۱)
ga = ضریب هدایت سطحی (m s-۱)
δe = فشار تعادل بخار (Pa)
λv = گرمای نهان تبخیر (J kg-۱)
γ = ثابت فشار به دمای هوا (Pa K-۱)
هستند.